# Bogdan Willewalde
Bogdan (Gottfried) Willewalde (ros. Богдан Павлович Виллевальде, ur. 1818 lub 1819 w Pawłowsku, zm. 24 marca 1903 w Dreźnie) – rosyjski malarz i pedagog.
Studiował w latach 1838–1842 w Cesarskiej Akademii Sztuk Pięknych w Petersburgu u Aleksandra Sauerweida. Tworzył wielkoformatowe kompozycje przedstawiające zwycięskie bitwy wojsk rosyjskich oraz wydarzenia historyczne. Odwiedzał miejsca wydarzeń dla zapoznania się z ich scenerią. W latach czterdziestych XIX wieku przebywał w Dreźnie, ażeby dokumentować wydarzenia wojny roku 1813. W 1844 wezwano go do Petersburga dla dokończenia prac zmarłego Sauerweida poświęconych wojnom napoleońskim. W końcu lat czterdziestych został powołany na profesora malarstwa batalistycznego Akademii Petersburskiej.
Jego obrazy wykazywały wpływy malarstwa niemieckiego oraz dzieł Horacego Verneta. Wyróżniały się starannym opracowaniem szczegółów uzbrojenia i umundurowania. Wśród nich znajdują się płótna poświęcone zwycięstwom w powstaniu listopadowym (Grochów, Ostrołęka).
Do jego uczniów należeli również polscy malarze, jak Józef Bałzukiewicz, Wiktor Mazurowski, Józef Brodowski (młodszy), Józef Ryszkiewicz (ojciec) i Antoni Kamieński.

## Wybrane prace
- Epizod z wojny rosyjsko-węgierskiej (Эпизод из русско-венгерской войны) (1872)
- Bitwa pod Bystrzycą (Сражение при Быстрице) (1881)
- Bitwa pod Fère-Champenoise (Сражение при Фер-Шампенуазе) (1842)